# Projekt 266M Akvamarin
Projekt 266M Akvamarin (ryska: Аквамарин (akvamarin), NATO-rapporteringsnamn Natja-klass) är en klass sjögående minsvepare byggda under 1970- och 1980-talen för att ersätta de äldre minsveparna i klassen Projekt 266 Rubin.

## Varianter

### Projekt 266M
Sovjetiska flottans version med radarriktade AK-230 luftvärnspjäser. 31 fartyg byggda under 1970-talet. Miner byggdes om 1981 med längre överbyggnad och blev samtidigt av med sina ubåtsjaktvapen och 25 mm luftvärnskanonerna. Torpedist blev 1990 av med samtliga vapen och klassades om till övningsfartyg.

### Projekt 266MUE
Fartyget Dmitrij Lysov (tidigare Projekt 266M) byggdes 1980 om för att efterlikna fartygen i Projekt 266ME och användes för att utbilda utländska besättningar.

### Projekt 266ME
Exportvariant utan eldledningsradar. Dessa fartyg har AK-306 luftvärnspjäser och det optiska eldledningssystemet Kolonka. 25 fartyg byggda för Indien (Pondicherry-klass), Libyen, Vietnam, Etiopien och Jemen.

### Projekt 266MES
Ett obeväpnat sjömätningsfartyg byggt för Syrien.

### Projekt 02666
Ett fartyg, Strelok, byggt som övningsfartyg för sovjetiska flottan.

### Projekt 02668
Två fartyg, Vice-admiral Zacharin och Admiral Zjukov, färdigställda först 2006 respektive 2009 är dessa fartyg betydligt nyare än övriga fartyg i klassen. Dessa fartyg liknar Miner i att de har längre överbyggnad och saknar ubåtsjaktvapen och 25 mm luftvärnskanoner (de har 14,5 mm tunga kulsprutor i stället). De har också dubbelt så lång räckvidd (3 000 sjömil), lägre aktionstid (15 dygn) och modernare sveputrustning.

## Användare
- Rysslands flotta – Tio fartyg fortfarande i tjänst. Sex i östersjöflottan, två i norra flottan och två i stillahavsflottan.[1]
- Indiens flotta – Tolv fartyg av typen Projekt 266ME (Pondicherry-klass). Fyra kvar i aktiv tjänst.
- Libyska flottan – Åtta fartyg av typen Projekt 266ME levererade 1981–1986.
- Syriska flottan – Ett obeväpnat sjömätningsfartyg (Projekt 266MES).
- Ukrainska flottan – Två fartyg, Zenitchik och Razvedchik överförda 1997. Numera omdöpta till Chernigov och Cherkassy.
- Etiopien – Ett fartyg levererat 1991. Avrustat 1996.
- Jemen – Ett fartyg levererat 1991.